# غرانارولو دل إميليا
غرانارولو دل إميليا (بالإيطالية: Granarolo dell'Emilia)‏ هي بلدية في مقاطعة بولونيا في إقليم إميليا رومانيا الإيطالي.

## السكان
في سنة 1861 بلغ عدد السكان 4٬192 نسمة، وتطور العدد ليصل في سنة 2011 لـ 10٬766 نسمة.
يظهر هذا المخطط البياني تطور النمو السكاني لـ غرانارولو دل إميليا

## توأمة
لغرانارولو دل إميليا اتفاقيات توأمة مع:
- بانيير دو بيجور